# Pepeekeo
Pepeekeo és una concentració de població designada pel cens dels Estats Units a l'estat de Hawaii. Segons el cens del 2000 tenia 1.697 habitants.

## Demografia
Segons el cens del 2000, Pepeekeo tenia 1.697 habitants, 623 habitatges, i 443 famílies La densitat de població era de 570,0 habitants per km².
Dels 623 habitatges en un 29,1% hi vivien nens de menys de 18 anys, en un 45,9% hi vivien parelles casades, en un 17,3% dones solteres, i en un 28,9% no eren unitats familiars. En el 25,2% dels habitatges hi vivien persones soles el 10,8% de les quals corresponia a persones de 65 anys o més que vivien soles. El nombre mitjà de persones vivint en cada habitatge era de 2,72 i el nombre mitjà de persones que vivien en cada família era de 3,20.
Per edats la població es repartia de la següent manera: un 23,0% tenia menys de 18 anys, un 8,9% entre 18 i 24, un 23,5% entre 25 i 44, un 24,1% de 45 a 64 i un 20,5% 65 anys o més.
L'edat mediana era de 40,8 anys. Per cada 100 dones hi havia 95,96 homes. Per cada 100 dones de 18 o més anys hi havia 90,94 homes.
La renda mediana per habitatge era de 27.946 $ i la renda mediana per família de 35.345 $. Els homes tenien una renda mediana de 27.411 $ mentre que les dones 22.258 $. La renda per capita de la població era de 13.037 $. Aproximadament el 16,9% de les famílies i el 20,7% de la població estaven per davall del llindar de pobresa.

## Poblacions més properes
El següent diagrama mostra les poblacions més properes.